# Pilsner Tagblatt
Das Pilsner Tagblatt war eine deutschsprachige Tageszeitung in Pilsen im heutigen Tschechien. Die Zeitung erschien von 1900 bis 1938, ab 1930 jedoch unter dem Namen Westböhmische Tageszeitung: Pilsner Tageblatt. In den Jahren 1919 bis 1922 erschienen keine Ausgaben.